# استفتاء الدستور الفرنسي 1804
أُجري استفتاء بشأن إنشاء الإمبراطورية الفرنسية في يونيو 1804. أظهرت النتيجة موافقة إجماعية تقريبًا من جانب الناخبين الفرنسيين على تغيير وضع نابليون بونابرت من القنصل الأول إلى إمبراطور الفرنسيين، على الرغم من افتراض أن الأصوات قد تم التلاعب بها.   

## خلفية
الاستفتاء المنصوص عليه في المادة 142 من دستور مجلس الشيوخ يتعلق بمسألة الخلافة الإمبراطورية كما هو محدد في دستور عام 1804، الذي أسس الإمبراطورية الأولى. كان التصويت علنيا، ولم يسمح بالأصوات الفارغة أو غير الصالحة.

## نتائج
انتهى فرز الأصوات في 2 أغسطس وتم الإعلان عن النتائج في 6 نوفمبر. وأقيم حفل التتويج بعد شهر، في الثاني من ديسمبر.
| الاستفتاء الدستوري الفرنسي عام 1804 | الاستفتاء الدستوري الفرنسي عام 1804 | الاستفتاء الدستوري الفرنسي عام 1804 |
| الاختيار                            | الأصوات                             | النسبة المئوية                      |
| ----------------------------------- | ----------------------------------- | ----------------------------------- |
| نعم                                 | 99.93                               | 99.93%                              |
| لا                                  | 2,579                               | 0.07%                               |
| مجموع الأصوات                       | 3,524,254                           | 100.00%                             |